# Sige oliveri
Sige oliveri är en ringmaskart som beskrevs av Pleijel 1990. Sige oliveri ingår i släktet Sige och familjen Phyllodocidae. Arten är reproducerande i Sverige. Inga underarter finns listade i Catalogue of Life.